# Anairetes
Anairetes es un género de aves paseriformes perteneciente a la familia Tyrannidae que agrupa a especies nativas de América del Sur, cuyas áreas de distribución se encuentran principalmente a lo largo de la cordillera de los Andes y tierras adyacentes, desde el sur de Colombia hasta Tierra del Fuego en Argentina y Chile, con una especie endémica del archipiélago Juan Fernández (Chile). A sus miembros se les conoce por el nombre vulgar de cachuditos o toritos.

## Etimología
El nombre genérico masculino «Anairetes» deriva del griego «αναιρετης anairetēs» que significa ‘destructor’ (p. ej. tirano).

## Características
Las aves de este género son un grupo distinguido de pequeños tiránidos que habitan matorrales andinos y patagónicos, midiendo entre 11 y 13,5 cm de longitud; sus cristas prominentes son usualmente levantadas exponiendo el blanco de las mismas. Todas las especies, con excepción del raro A. alpinus exhiben un notable estriado, un patrón no muy común entre los tiránidos menores.

## Lista de especies
Según las clasificiones del Congreso Ornitológico Internacional (IOC) y Clements Checklist/eBird, agrupa a las especies siguientes, con el respectivo nombre común de acuerdo con la Sociedad Española de Ornitología (SEO):
| Imagen | Nombre científico        | Autor                          | Nombre común                | Estado de conservación | Distribución |
| ------ | ------------------------ | ------------------------------ | --------------------------- | ---------------------- | ------------ |
|        | Anairetes nigrocristatus | Taczanowski, 1884              | cachudito crestinegro       | LC                     |              |
|        | Anairetes reguloides     | (d'Orbigny & Lafresnaye), 1837 | cachudito crestiblanco      | LC                     |              |
|        | Anairetes alpinus        | (Carriker), 1933               | cachudito pechicenizo       | EN                     |              |
|        | Anairetes flavirostris   | P.L. Sclater & Salvin, 1876    | cachudito piquiamarillo     | LC                     |              |
|        | Anairetes parulus        | (Kittlitz), 1830               | cachudito piquinegro        | LC                     |              |
|        | Anairetes fernandezianus | (Philippi), 1857               | cachudito de Juan Fernández | NT                     |              |

## Taxonomía
Las especies Uromyias agilis y Uromyias agraphia han sido colocadas tradicionalmente en su propio género Uromyias con base en características morfológicas y vocales. Los datos genéticos presentados por Roy et al (1999) justificaron incluir Uromyias en Anairetes. Sin embargo, esta tesis fue refutada por DuBay & Witt (2012) que justificaron resucitar Uromyias, lo que fue validado por el Comité de Clasificación de Sudamérica (SACC) mediante la aprobación de la Propuesta N° 525 de junio de 2012, lo que fue seguido por las principales clasificaciones.
Los amplios estudios genético-moleculares realizados por Tello et al. (2009) descubrieron una cantidad de relaciones novedosas dentro de la familia Tyrannidae que todavía no están reflejadas en la mayoría de las clasificaciones. Siguiendo estos estudios, Ohlson et al. (2013) propusieron dividir Tyrannidae en 5 familias. Según el ordenamiento propuesto, Anairetes  y Uromyias permanecen en Tyrannidae, en una subfamilia Elaeniinae Cabanis & Heine, 1859-60, en una tribu Elaeniini Cabanis & Heine, 1859-60, junto a Elaenia, Tyrannulus, Myiopagis, Suiriri, Capsiempis, parte de Phyllomyias, Phaeomyias, Nesotriccus, Pseudelaenia, Mecocerculus leucophrys, Serpophaga, Polystictus, Culicivora y Pseudocolopteryx.